# Wrocławskie Targi Dobrych Książek
Wrocławskie Targi Dobrych Książek – targi literackie we Wrocławiu. Początkowo impreza nie miała charakteru lokalnego. Pierwsza edycja miała miejsce w 1992 roku pod nazwą Spotkania Wydawców Dobrej Książki. Wydarzenie odbywało się w różnych polskich miastach, m.in. Warszawie, Krakowie, Gdańsku. Impreza przetrwała jednak jedynie we Wrocławiu, zmieniając nazwę na Wrocławskie Promocje Dobrych Książek, aż w końcu w 2013 roku na Wrocławskie Targi Dobrych Książek. Od 2016 roku odbywa się w Hali Stulecia. Biorą w nich udział wydawcy i autorzy książek z całego kraju.  
Podczas Wrocławskich Targów Dobrych Książek wręczane są dwie nagrody dla wydawców: 
- Nagroda Edytorska Dobre Strony,
- Nagroda Edytorska Pióro Fredry[5].

Organizatorem Wrocławskich Targów Dobrych Książek jest Wrocławski Dom Literatury.